# سوبر آر-تايب
سوبر آر-تايب (بالإنجليزية: Super R-Type)‏، هي لعبة فيديو يابانية من نوع إطلاق النيران الكثيفة، وهي من تطوير ونشر إريم، صدرت اللعبة في الأسواق سنة 1991، وتعمل حصراً لمنصة سوبر نينتندو إنترتينمنت سيستم وهي الجزء الثاني من سلسلة آر-تايب المخصص لجهاز سوبر فاميكوم.